# Север-ду-Вога
Севе́р-ду-Во́га (порт. Sever do Vouga; МФА: [sɨ.ˈveɾ du ˈvo.gɐ], Сі́вер-ду-Во́га, «Север-Возький») — муніципалітет і містечко в Португалії, в окрузі Авейру. Розташований у північно-західній частині країни, на теренах історичної португальської провінції Бейра. Належить до Авейрівської діоцезії Католицької церкви в Португалії. Права міського самоврядування має з 1514 року. Поділяється на 7 парафій. За адміністративним поділом, чинним до 1976 року, був складовою провінції Берегова Бейра. Площа муніципалітету — 129,88 км², населення муніципалітету — 12356 ос. (2011); густота населення — 95,13 осіб/км²
. Патрон — святий Матвій. Святковий день муніципалітету — 21 вересня. Поштовий індекс — 3740.  Код місцевої адміністративної одиниці — 0117. Складова статистичного регіону Центр. Перебуває у складі великої міської агломерації Велике Авейру. Інколи називається португальською «столицею чорниці».

## Назва
- Севе́р-ду-Во́га (порт. Sever do Vouga) — сучасна португальська назва.
- Севе́р (порт. Sever, стара орфографія: порт. Cever) — коротка назва[3].

## Географія
Север-ду-Вога розташоване на північному заході Португалії, на сході округу Авейру.
Містечко лежить на річці Вога. Воно розташоване за 25 км на північний схід від міста Авейру.
Север-ду-Вога межує на півночі з муніципалітетом Вале-де-Камбра, на сході — з муніципалітетом Олівейра-де-Фрадеш, на півдні — з муніципалітетом Агеда, на заході — з муніципалітетами Албергарія-а-Веля й Олівейра-де-Аземейш.

### Клімат
| Клімат Север-ду-Вога    | Клімат Север-ду-Вога | Клімат Север-ду-Вога | Клімат Север-ду-Вога | Клімат Север-ду-Вога | Клімат Север-ду-Вога | Клімат Север-ду-Вога | Клімат Север-ду-Вога | Клімат Север-ду-Вога | Клімат Север-ду-Вога | Клімат Север-ду-Вога | Клімат Север-ду-Вога | Клімат Север-ду-Вога | Клімат Север-ду-Вога |
| Показник                | Січ.                 | Лют.                 | Бер.                 | Квіт.                | Трав.                | Черв.                | Лип.                 | Серп.                | Вер.                 | Жовт.                | Лист.                | Груд.                | Рік                  |
| Середній максимум, °C   | 13,5                 | 14,3                 | 16,2                 | 17,5                 | 19,6                 | 22,7                 | 24,7                 | 25,0                 | 24,0                 | 20,9                 | 16,7                 | 13,9                 | 19,1                 |
| Середня температура, °C | 9,3                  | 10,1                 | 11,5                 | 12,9                 | 15,1                 | 18,1                 | 19,9                 | 19,8                 | 19,0                 | 16,2                 | 12,3                 | 9,9                  | 14,5                 |
| Середній мінімум, °C    | 5,1                  | 5,9                  | 6,8                  | 8,3                  | 10,6                 | 13,5                 | 15,0                 | 14,6                 | 13,9                 | 11,4                 | 7,9                  | 5,9                  | 9,9                  |
| Днів з опадами          | 14                   | 13                   | 11                   | 10                   | 9                    | 6                    | 2                    | 3                    | 6                    | 10                   | 12                   | 12                   | 108                  |
| ----------------------- | -------------------- | -------------------- | -------------------- | -------------------- | -------------------- | -------------------- | -------------------- | -------------------- | -------------------- | -------------------- | -------------------- | -------------------- | -------------------- |
| Джерело: www.yr.no      |                      |                      |                      |                      |                      |                      |                      |                      |                      |                      |                      |                      |                      |

## Історія
29 квітня 1514 року португальський король Мануел I надав Северу форал, яким визнав за поселенням статус містечка та муніципальні самоврядні права.

## Населення
| Кількість мешканців | Кількість мешканців | Кількість мешканців | Кількість мешканців | Кількість мешканців | Кількість мешканців | Кількість мешканців | Кількість мешканців | Кількість мешканців | Кількість мешканців | Кількість мешканців | Кількість мешканців | Кількість мешканців | Кількість мешканців | Кількість мешканців |
| ------------------- | ------------------- | ------------------- | ------------------- | ------------------- | ------------------- | ------------------- | ------------------- | ------------------- | ------------------- | ------------------- | ------------------- | ------------------- | ------------------- | ------------------- |
| 1864                | 1878                | 1890                | 1900                | 1911                | 1920                | 1930                | 1940                | 1950                | 1960                | 1970                | 1981                | 1991                | 2001                | 2011                |
| 7 706               | 8 594               | 8 466               | 9 002               | 9 821               | 10 386              | 12 038              | 12 629              | 13 605              | 14 077              | 12 623              | 13 783              | 13 826              | 13 186              | 12 356              |

## Парафії
- Седрін
- Коту-де-Ештевеш
- Парадела
- Пессегейру-ду-Вога
- Рокаш-ду-Вога
- Север-ду-Вога
- Сілва-Ешкура
- Талядаш
- Дорнелаш